# 國學院大學の人物一覧
國學院大學の人物一覧（こくがくいんだいがくのじんぶついちらん）は國學院大學に関係する人物の一覧記事。

## 役職者
皇典講究所の役職者については皇典講究所#役職者を、國學院大學院友会の役職者については國學院大學#院友会を参照。

### 歴代院長・学長
國學院院長
- 高崎正風 1890年（明治23年）11月-1893年（明治26年）12月
- 国重正文 1894年（明治27年）1月-1896年（明治29年）6月
- 佐佐木高行 1896年（明治29年）6月-1906年（明治39年）6月

國學院大學学長
- 佐佐木高行 1906年（明治39年）6月-1910年（明治43年）3月
- 芳川顕正 1910年（明治43年）3月-1911年（明治44年）2月
- 鍋島直大 1911年（明治44年）3月-1918年（大正7年）4月
- 土方久元 1918年（大正7年）4月-11月
- 芳賀矢一 1918年（大正7年）12月-1927年（昭和2年）2月
- 上田萬年 1927年（昭和2年）3月-1929年（昭和4年）1月
- 服部宇之吉 1929年（昭和4年）2月-1933年（昭和8年）7月
- 市村瓚次郎 1933年（昭和8年）11月-1935年（昭和10年）4月
- 河野省三 1935年（昭和10年）4月-1942年（昭和17年）2月
- 佐佐木行忠 1942年（昭和17年）2月-1946年（昭和21年）8月
- 石川岩吉 1946年（昭和21年）8月-1959年（昭和34年）9月
- 佐佐木行忠 1959年（昭和34年）9月-1970年（昭和45年）3月
- 佐藤謙三 1970年（昭和45年）4月-1975年（昭和50年）1月
- 吉川泰雄 1975年（昭和50年）4月-1987年（昭和62年）3月
- 春田宣 1987年（昭和62年）4月-1995年（平成7年）3月
- 上田賢治 1995年（平成7年）4月-1999年（平成11年）3月
- 阿部美哉 1999年（平成11年）4月-2003年（平成15年）12月
- 安蘇谷正彦 2004年（平成16年）4月-2011年（平成23年）3月
- 赤井益久 2011年（平成23年）4月-2019年（平成31年）3月
- 針本正行 2019年（平成31年）4月-

## 大学関係者（教職員）

### 文学部

#### 日本文学科
- 伊藤龍平（教授、民俗学者）
- 上野誠（教授（特別専任）、日本文学者）
- 小川直之（名誉教授、民俗学者）
- 小田勝（教授、国語学者）
- 金田一京助（教授、言語学者、民族学者。日本のアイヌ語研究の本格的創始者）
- 齋藤智哉（教授、教育学者）
- 野中哲照（教授、国文学者）
- 針本正行（教授、国文学者）

#### 中国文学科
- 赤井益久（名誉教授、中国文学者）
- 浅野春二（教授、中国文学者）

#### 外国語文化学科
- 高橋昌一郎（教授、論理学者）

#### 史学科
- 青木敬 （教授、考古学者）
- 大久保桂子（教授、歴史学者）
- 金子修一（名誉教授、歴史学者）
- 佐藤長門（教授、歴史学者）
- 柴田紳一（准教授、歴史学者）
- 高橋秀樹（教授、歴史学者）
- 谷口康浩（教授、考古学者）
- 根岸茂夫（名誉教授、歴史学者）
- 樋口秀実（教授、歴史学者）
- 古山正人（名誉教授、歴史学者）
- 千々和到（名誉教授、歴史学者）
- 矢部健太郎（教授、歴史学者）
- 吉田敏弘（教授、歴史学者・地理学者）

#### 哲学科
- 金杉武司（教授、心の哲学）
- 木原志乃（教授、西洋古代哲学）
- 小池寿子（教授、西洋美術史）
- 藤野寛（教授、ドイツ現代思想）
- 宮元啓一（名誉教授、インド哲学）

### 神道文化学部

#### 神道文化学科
- 岡田莊司（名誉教授、神道学者）
- 石井研士（教授、宗教学者）
- 笹生衛（教授、神道学者）
- 武田秀章（教授、神道学者）
- 黒崎浩行（教授、宗教学者）
- 松本久史（教授、神道学者）
- 齊藤智朗（教授、神道学者）
- 平藤喜久子（教授、神話学者）
- 藤本頼生（教授、神道学者）

### 法学部

#### 法律学科
- 坂本一登（教授、政治学者、サントリー学芸賞受賞者）
- 四宮啓（教授（特別専任）、弁護士）
- 高橋信行（教授、法学者）

### 経済学部

#### 経済学科
- 中馬祥子（教授、国際経済学、女性労働論）
- 田原裕子（教授、地域社会問題、高齢社会と社会保障）
- 橋元秀一（教授、労働経済学、社会政策）
- 細谷圭（教授、マクロ経済学、公共経済学）
- 山本健太（准教授、地域経済学、経済地理学）

#### 経営学科
- 東海林孝一（准教授、会計学）
- 野村一夫（教授、メディア文化論、社会理論）
- 水無田気流（教授、文化社会学、家族社会学、ジェンダー論）
- 宮下雄治（准教授、マーケティング）

### 人間開発学部

#### 初等教育学科
- 田村学（教授、教育学者、カリキュラム研究）

#### 健康体育学科
- 町田樹（助教、元フィギュアスケーター）
- 渡辺啓太（准教授、バレーアナリスト）

### 観光まちづくり学部

#### 観光まちづくり学科
- 吉見俊哉（教授、社会学者）
- 下間久美子（教授、文化財建築研究者）
- 下村彰男（教授、森林学者）
- 西村幸夫（教授、都市工学者）

### 大学院

#### 文学専攻
- 小川直之（名誉教授、民俗学者）
- 赤井益久（名誉教授、中国文学者）
- 浅野春二（教授、中国文学者）

#### 史学専攻
- 大久保桂子（教授、歴史学者）
- 金子修一（名誉教授、歴史学者）
- 佐藤長門（教授、歴史学者）
- 根岸茂夫（名誉教授、歴史学者）
- 樋口秀実（教授、歴史学者）
- 古山正人（名誉教授、歴史学者）
- 矢部健太郎（教授、歴史学者）
- 吉田敏弘（教授、歴史学者・地理学者）
- 小池寿子（教授、西洋美術史）

#### 神道学・宗教学専攻
- 石井研士（教授、宗教学者）
- 岡田莊司（名誉教授、神道学者）
- 武田秀章（教授、神道学者）

#### 法学研究科
- 坂本一登（教授、政治学者、サントリー学芸賞受賞者）
- 高橋信行（教授、法学者）

#### 経済学研究科
- 中馬祥子（教授、国際経済学、女性労働論）
- 田原裕子（教授、地域社会問題、高齢社会と社会保障）
- 橋元秀一（教授、労働経済学、社会政策）
- 野村一夫（教授 メディア文化論、社会理論）
- 東海林孝一（准教授、会計学）
- 宮下雄治（准教授、マーケティング）

### 研究開発推進機構
- 土屋博（客員教授、宗教学）

## 著名な出身者（院友）
國學院大學出身者のうち役職者や國學院大學の教員である人物は#役職者・#大学関係者（教職員）に、國學院大學大学院博士号取得者は#博士号取得者にまとめている。なお、國學院大學では卒業生を院友（いんゆう）と呼び、同窓会として一般財団法人國學院大學院友会が存在する。院友会歴代会長については國學院大學#歴代会長一覧を参照。

### 学者・教育
- 相磯貞三 - 国文学者、慶應義塾大学教授
- 青木豊 - 考古学者、博物館学者、國學院大學元教授、鎌倉歴史文化交流館館長
- 浅野信 - 国文学者、和洋女子大学教授
- 安蘇谷正彦 - 神道学者、國學院大學元学長
- 阿部昇 - 国語教育学者、秋田大学教授
- 阿部八郎 - 国文学者、山形大学教授
- 天野文雄 - 美学者、能楽研究者、大阪大学名誉教授、京都造形芸術大学舞台芸術センター所長
- 飯島一彦 - 国文学者、獨協大学教授
- 池田直隆 - 歴史学者、國學院大學日本文化研究所兼任講師
- 石井忠 - 漂着物研究者
- 石岡久夫 - 兵法研究者、弓道家、國學院大學弓道部元師範
- 石上堅 - 国文学者、民俗学者、東横学園女子短期大学名誉教授
- 石上七鞘 - 歴史学者、民俗学者、松蔭大学教授
- 出雲路敬和 - 神官、京都評論家、立命館大学教授、成安女子短期大学学長
- 伊藤鉃也 - 国文学者
- 伊藤幹治 - 人類学者、民俗学者、成城大学教授、国立民族学博物館名誉教授
- 井上順孝 - 宗教学者、國學院大學客員教授、国際宗教研究所宗教情報リサーチセンターセンター長
- 今泉忠義 - 国語学者、國學院大學名誉教授
- 岩崎均史 -  日本美術史・文化史学者、練馬区立石神井公園ふるさと文化館館長
- 岩沢愿彦 - 歴史学者、東京大学史料編纂所名誉教授、日本大学教授
- 岩瀬博 - 国文学者、大谷女子大学（現大阪大谷大学）名誉教授
- 岩橋小弥太 - 歴史学者、東京大学史料編纂官
- 上山和雄 - 歴史学者、國學院大學客員教授
- 上杉千郷 - 狛犬研究家、神職、学校法人皇學館常任顧問
- 上杉千年 - 歴史教科書研究家
- 臼田甚五郎 - 國學院大學名誉教授
- 宇田川武久 - 歴史学者、国立歴史民俗博物館名誉教授
- 内野吾郎 - 歴史学者、國學院大學名誉教授
- 大舘勝治 - 民俗学者、埼玉県立歴史資料館館長
- 太田浩 - 教育学者、一橋大学教授
- 大友一雄 - 歴史学者、国文学研究資料館教授
- 大場磐雄 - 考古学者、元國學院大學教授
- 大原康男 - 神道学者、國學院大學名誉教授
- 小笠原省三 - 神道学者
- 岡田一男 - 日本文化大学名誉教授（宮本武蔵研究）
- 岡田清一 - 歴史学者、東北福祉大学名誉教授
- 岡田精司 - 日本史学者、元三重大学教授
- 小川幸代 - 国文学者、歴史学者、長岡大学教授
- 小川信 - 日本史学者
- 岡野弘彦 - 国文学者、國學院大學名誉教授、文化勲章、日本芸術院賞
- 奥野高廣 - 歴史学者、東京大学史料編纂所助教授
- 小川幸代 - 国文学者、長岡大学教授
- 荻久保泰幸 - 日本近代文学研究者、國學院大學名誉教授
- 奥野高廣 - 歴史学者
- 小倉肇 - 国語学者、関西学院大学教授
- 尾崎久彌 - 国文学者
- 折口信夫 - 民俗学者、国文学者
- 折口春洋 - 国文学者、歌人
- 笠井新也 - 教育家、古代史家、郷土史家、考古学者
- 片倉信光 - 学芸員、青葉神社宮司、白石片倉氏第15代当主
- 加藤有次 - 博物館学者、國學院大學名誉教授
- 門屋光昭 - 民俗学者、盛岡大学名誉教授
- 金森敦子 - 歴史家
- 金山喜昭 - 博物館学者、法政大学教授
- 金子量重 - アジア民俗学者、図書館情報学者
- 金田元彦 - 国文学者、元國學院大學教授
- 鎌田純一 - 歴史学者、宮内庁侍従職御用掛、皇學館大学名誉教授
- 勝山幸人 - 国語学者、静岡大学教授
- 鎌田純一 - 神道学者、歴史学者、宮内庁侍従職御用掛、皇學館大学名誉教授
- 鎌田東二 - 哲学者、作家、音楽家、京都大学教授
- 神崎宣武 - 民俗学者、神職
- 貴志正造 - 国文学者、二松學舍大学教授
- 木島佐一 - 著作家、翻訳家、元代々木ゼミナール講師
- 鍛代敏雄 - 歴史学者、國學院大學栃木短期大学教授
- 菊地浩之 - 経営史学者、歴史家
- 菊池仁 - 国文学者、山形大学教授
- 倉石あつ子 - 民俗学者、跡見学園女子大学教授、文学部長
- 栗原健 - アーキビスト、歴史学者、元外務省外務事務官
- 久保寺逸彦 - アイヌ文学、アイヌ語学者、駒澤大学教授
- 桑田忠親 - 歴史学者、東京大学史料編纂所、國學院大學名誉教授
- 後藤重巳 - 歴史学者、別府大学名誉教授
- 後藤赳司 - 宗教学者
- 小林健二 - 国文学者、国文学研究資料館教授
- 小林達雄 - 考古学者、國學院大學名誉教授
- 小山修三 - 文化人類学者、国立民族学博物館名誉教授
- 小林秀雄 - 西洋史学者、立教大学初代史学科長、立教大学名誉教授
- 近藤薫明 - 教育者、城北埼玉中学・高等学校創設者・初代理事長、國學院大學院友会第8代会長
- 近藤益雄 - 障害児教育実践家
- 齋藤隆夫 - 法学者、桜美林大学教授、オトゴンテンゲル大学名誉教授
- 酒寄雅志 - 歴史学者、國學院大學栃木短期大学教授
- 佐々木利和 - 文化人類学者、北海道大学特任教授、東京国立博物館名誉館員
- 佐多芳彦 - 歴史学者、立正大学教授
- 佐藤貫一 - 刀剣学者、日本美術刀剣保存協会常務理事、刀剣博物館副館長
- 佐藤孝之 - 歴史学者、東京大学名誉教授
- 澤田瑞穂 - 中国文学者、元天理大学・早稲田大学教授
- 椎名仙卓 - 博物館学・博物館史学者
- 柴田顕正 - 郷土史家、教育者
- 渋谷栄一 - 国文学者、 高千穂大学名誉教授
- 島善高 - 法学者、早稲田大学教授
- 清水節 - 歴史学者本近現代史、金沢工業大学准教授
- 白井永二 - 民俗学者、鶴岡八幡宮名誉宮司、元神社本庁総長
- 白石昭臣 - 民俗学者、島根県立国際短期大学教授
- 杉山博 - 歴史学者、元駒澤大学教授、東京大学名誉教授
- 鈴木かほる - 日本中世史研究家
- 鈴木棠三 - 国文学者、国語学者
- 鈴木謙介 - 社会学者、関西学院大学先端社会研究所副所長
- 鈴木敬三 - 歴史学者、元宮内庁図書寮勤務
- 鈴木哲司 - 健康情報科学者、鈴鹿医療科学大学教授
- 鈴木靖民 - 日本史学者、横浜市歴史博物館館長、國學院大學名誉教授
- 関根和行 - 近代文学研究者
- 染谷光広 - 歴史学者、東京大学史料編纂所教授
- 髙倉一紀 - 国文学者、皇學館大学教授
- 高崎正秀 - 国文学者、万葉学者、歌人、國學院大學名誉教授、國學院大學栃木短期大学名誉学長
- 高橋在久 - 元千葉県立上総博物館・千葉県立美術館館長、江戸川女子短期大学名誉教授
- 高森明勅 - 神道学者、日本文化総合研究所代表
- 高柳光寿 - 歴史学者、東京大学史料編纂官、日本歴史学会初代会長
- 高懸雄治 - 経済学者、札幌学院大学名誉教授
- 竹内利美 - 民俗学者、歴史学者、東北大学名誉教授
- 武田祐吉 - 国文学者
- 辰巳正明 - 国文学者、國學院大學名誉教授
- 段木一行 - 日本史学・博物館学者
- 谷川渥  - 美学者、元國學院大學教授
- 筑土鈴寛 - 民俗学者、元大正大学教授
- 筑紫申真 - 神話学者、歴史学者、民俗学者
- 鶴橋俊宏 - 言語学者、静岡県立大学短期大学部教授
- 常光徹 - 民俗学者、国立歴史民俗博物館副館長
- 徳江元正 -  国文学者、國學院大學名誉教授
- 徳田和夫 -  国文学者、学習院女子大学教授
- 戸矢学 - 古神道研究家、陰陽道研究家、作家
- 内藤茂 -  日本語学者、日本文学者
- 永島福太郎 - 歴史学者、関西学院大学名誉教授
- 中西旭 - 商学博士、公認会計士、元神社本庁教学顧問、元神道国際学会初代会長、元中央大学名誉教授
- 中西正幸 - 神道学者、神職、國學院大學客員教授、元神宮権禰宜
- 永藤武 - 青山学院大学教授
- 中村浩 - 国文学者、歌人
- 中村啓信 - 日本文学者、國學院大學名誉教授
- 成田守 - 民俗学者、芸能学者、大東文化大学名誉教授
- 丹羽基二 - 苗字の研究家、ナポリ東洋大学名誉教授
- 野本寛一 - 民俗学者、近畿大学名誉教授
- 箱石大 - 歴史学者、東京大学史料編纂所教授
- 橋本和也 -  文化人類学者、京都文教大学教授
- 橋本政宣 - 歴史学者、東京大学名誉教授
- 長谷川政春 -  国文学者、清泉女子大学名誉教授
- 羽田昶 -  能楽研究者、武蔵野大学客員教授、同能楽資料センター研究員、文化庁芸術選奨推薦委員
- 花ヶ前盛明 -  歴史学者、郷土史学者、宮司
- 林譲 - 歴史学者、東京大学名誉教授
- 原國人 - 国文学者、中京大学教授
- 針原孝之 -  国文学者、二松學舎大学名誉教授
- 東原伸明 -  国文学者、高知県立大学教授
- 檜槇貢 - 法学者、元弘前大学大学院地域社会研究科教授
- 平野孝國 - 神道学者、新潟大学名誉教授
- 平山輝男 - 国語学者、東京都立大学 (1949-2011)名誉教授
- 廣瀬誠（中退） - 郷土史研究家、元富山県立図書館長・越中史壇会副会長・富山女子短期大学教授
- 藤森馨 - 歴史学者、国士舘大学教授
- 外間守善 - 言語学者、法政大学名誉教授
- 本間順治 - 刀剣学者、日本美術刀剣保存協会初代会長
- 前島康彦 -  造園家、造園史家
- 牧田茂 - 民俗学者
- 松浦武 -  日本史学者、文芸評論家、愛知工業大学教授
- 松尾葦江 - 国文学者、元國學院大学教授
- 松原純一 - 近代文学研究者、編集者、元相模女子大学教授
- 松本丘 - 神道学者、皇學館大学教授
- 南和男 - 日本史学者
- 宮崎莊平 -  国文学者、元國學院大學・藤女子大学教授、新潟大学名誉教授
- 宮本義己- 歴史学者、國學院大学講師
- 村田正志 - 歴史学者、東京大学史料編纂所
- 持田叙子 - 近代文学研究家
- 茂木貞純 - 神道学者、國學院大學名誉教授
- 森田喜久男 -  歴史学者、淑徳大学教授
- 八代国治 - 歴史学者、東京大学史料編纂所
- 柳田敏司 - 考古学者
- 矢野憲一 -  神職、民俗学者、鮫研究家、元神宮徴古館農業館館長
- 矢羽勝幸 - 俳文学者
- 山口博 -  日本近代文学研究者、鎌倉女子大学教授
- 山田俊幸 -  日本近代文学研究者、少女文化研究者、帝塚山学院大学教授
- 山本信哉 - 歴史学者、神道学者、元東京帝国大学史料編纂所史料編纂官
- 山本信吉 - 歴史学者、奈良国立博物館名誉館長
- 山本長次 - 経営学者、佐賀大学教授
- 結城剛志 - 経済学者、埼玉大学経済学部准教授
- 湯山賢一 - 歴史学者、金沢文庫文庫長、元奈良国立博物館館長
- 芳井敬郎 - 民俗学者、元花園大学教授・副学長・花園大学歴史博物館館長
- 吉沢典男 -  国語学者、音声学者
- 吉田常吉 - 歴史学者、元東京大学・駒澤大学教授
- 米原正義 - 歴史学者、國學院大学名誉教授
- 李家正文 - 歴史学者、元朝日新聞社映画局長・出版局長・朝日学生新聞社社長
- 和田信二郎 - 国文学者、文部省中学校高等学校教科書編纂官
- 和田利政 - 国語学者、國學院大學名誉教授
- 渡辺直彦 - 歴史学者、東京大学史料編纂所教授

### 文学
- 秋山佐和子 - 歌人、近代日本文学研究者、現代歌人協会理事、日本歌人クラブ中央幹事
- 新井章 - 歌人、文芸評論家、江戸川大学名誉教授
- 嵐山光三郎 - 作家、編集者、エッセイスト
- 飯田龍太 - 俳人、日本芸術院会員、飯田蛇笏の四男
- 石寒太 - 俳人
- 石田勝彦 - 俳人
- 石田千 - エッセイスト、小説家、東海大学教授
- 伊藤公平 - 歌人、随筆家、小説家、作詞家
- 伊野上裕伸 - 推理作家
- 伊馬鵜平(伊馬春部) - 放送作家、歌人
- 今井福治郎 - 歌人、国文学者、和洋女子大学教授
- 上村佑（中退） - 小説家、鮎川信夫の甥
- 海老沢泰久 - 小説家（直木賞受賞）、國學院大學講師
- 太田宏人 - フリーライター
- 小笠原恭子 - 芸能史研究家、作家、武蔵大学名誉教授
- 岡野弘彦 - 歌人、國學院大學名誉教授
- 海音寺潮五郎 - 小説家（直木賞受賞）
- 加藤克巳 - 歌人
- 菅野国春 - 作家
- 菊地清 - 絵本作家
- 岸上大作 - 歌人
- 橘川幸夫（中退） - 作家、編集者
- 草川隆 - SF作家
- 鯨統一郎 - 推理作家、SF作家
- 高祖保 - 詩人
- 甲村秀雄 - 歌人
- 小松エメル - 作家
- 小松崎文夫 - 作家、国文学者
- 斎藤澪 - 推理作家
- 榮猿丸 - 俳人
- 桜井俊彰 - エッセイスト、歴史家
- 桜井信夫 - 詩人・児童文学作家
- 佐藤泰志 - 小説家
- 鈴木伸一 - 俳人
- 須知徳平 - 小説家、児童文学作家
- 諏訪哲史 - 小説家（芥川賞受賞）
- 高野ムツオ - 俳人
- 高橋直樹 - 作家
- 高山聖史 - 小説家（『このミステリーがすごい!』大賞受賞）
- 竹野栄 - 児童文学作家
- 田中孝顕 - 接触言語学研究家、翻訳家、実業家
- 田中拓也 - 歌人
- 玉井清弘 - 歌人
- 千野隆司 - 小説家
- 千葉聡 - 歌人
- 辻蟻郎 - 小説家、推理作家
- 東郷隆 - 小説家
- 友井羊- 小説家
- 鳥海昭子 -  歌人、エッセイスト
- 長尾宇迦 - 作家
- 永瀬隼介 - 小説家
- 中村弦 - 小説家
- 中山礼治 - 歌人
- 西岡光秋 - 詩人、元日本詩人クラブ会長
- 西本鶏介 - 児童文学作家
- 能村登四郎 - 俳人
- 萩原葉子 (中退) - 作家、萩原朔太郎の長女
- 畑島喜久生 -  児童文学研究者、教育評論家、詩人
- 林翔 - 俳人
- 樋口有介（中退） - 推理作家
- 平方浩介 -  児童文学作家
- 広野三郎 - 歌人
- 藤井常世 - 歌人
- 古川真人（中退） - 小説家（芥川賞受賞）
- 星善博 - 詩人（日本詩人クラブ新人賞受賞）
- 堀本裕樹 - 俳人、文筆家
- 岬兄悟 - SF作家
- 村山古郷 - 俳人
- 森田峠 - 俳人
- 森本平 - 歌人
- 山川京子 - 歌人
- 山川弘至 - 歌人
- 山口瞳 - 作家（直木賞受賞）
- 山崎ナオコーラ - 作家（文藝賞受賞）
- 鎗田清太郎 - 詩人、編集者
- 結城亮一 - 作家
- 若合春侑 - 小説家

### 評論・ジャーナリズム
- 伊沢甲子麿 - 教育評論家
- 石原加受子 - 著述家、医療ジャーナリスト
- 岩下尚史 - 評論家、作家
- 浦山明俊 - 文筆家、医療ジャーナリスト
- 上島春彦 - 映画評論家
- 佐藤幹夫 - 評論家、ジャーナリスト
- 塩田丸男（中退） - 評論家、作家
- 嶋津良智 - 著述家、評論家
- 中野忠良 - ジャーナリスト、評論家
- 野口悦男 - 評論家、ジャーナリスト
- 濱川博 -  文芸評論家、朝日新聞鹿児島支局長
- 増田ユリヤ - ジャーナリスト
- 丸山ゴンザレス - ジャーナリスト、旅行作家、編集者
- 丸山尚 -  社会運動家、編集者
- 三本和彦 - モータージャーナリスト
- 村井紀 - 近代思想研究者、評論家、元和光大学表現学部教授・ 藤女子大学文学部教授、
- 山川徹 - ルポライター、ノンフィクション作家
- 山本容朗 - 文芸評論家
- 吉岡司 - 競馬記者

### 政治

#### 国会議員
- 久我通顕 - 元貴族院議員、侯爵
- 当真嗣合 - 戦前の衆議院議員、沖縄朝日新聞社初代社長（中退）
- 石川昭政 - 前衆議院議員、デジタル副大臣
- 大西英男 - 前衆議院議員、国土交通副大臣
- 多ケ谷亮 - 衆議院議員
- 福田淳太 - 衆議院議員
- 永井学 - 参議院議員、元山梨県議会議員

#### 地方政界
- 浅野文直 - 川崎市議会議員
- 泉田芳次 - 元山口県下関市長
- 岩田利雄 - 千葉県香取郡東庄町長、全国町村会副会長
- 内田悦嗣 - 千葉県浦安市長
- 太田順一 - 静岡県菊川市長、元菊川町長
- 小倉基 - 元東京都渋谷区長、元東京都議会議長
- 黒神直久 - 元山口県徳山市長、元遠石八幡宮宮司、元神社本庁総長
- 黒須貫 - 宮城県角田市長
- 桑名龍吾 - 高知県高知市長
- 田岡克介 - 元北海道石狩市長、元石狩市助役
- 田中和明 - 元埼玉県草加市長
- 千葉健司 - 宮城県栗原市長
- 千葉徳穂 - 元宮城県栗原郡築館町長、元宮城県佐沼高等学校教頭
- 寺澤晴男 - 元東京都三宅村長
- 中村教彰 - 元千葉県白井市長
- 西脇道夫 - 新潟県聖籠町長、元聖籠町副町長
- 林伊佐雄 - 埼玉県三芳町長
- 藤縄善朗 -  元埼玉県鶴ヶ島市長
- 星野繁 - 元東京都清瀬市長
- 水谷光男 -  元三重県伊勢市長
- 宮川宗徳 - 東京市教育主事兼視学・監査課長・文書課長、牛込区長・小石川区長・下谷区長、東京市会議員、大日本興亜同盟調査部長兼興亜政治経済文化対策委員会幹事長、神宮奉斎会専務理事、神社本庁初代事務総長、神社新報社創業者・初代社長
- 宮本明雄 - 長崎県諫早市長、元諫早市副市長
- 村山秀幸 - 新潟県上越市長、元上越市副市長
- 守屋大光 - 元神奈川県三浦郡葉山町長、元伏見稲荷大社宮司
- 山下昭史 - 香川県三豊市長、元香川県議会議員
- 渡辺晧彦 - 元山梨県富士吉田市長
- 渡辺英朗 - 福井県三方上中郡若狭町長、闇見神社禰宜

### 経済
- 池田弘 - アルビレックス新潟会長、新潟総合学園 (NSG) 総長・理事長、古町愛宕神社宮司
- 池田裕一 - 鈴与シンワート社長
- 岩古良春 - 元タリーズコーヒージャパン社長
- 宇佐美通 - 元大鵬薬品工業社長
- 大久保秀夫 - フォーバル創業者・会長、東京商工会議所副会頭
- 大塚勤 - 徳間書店取締役、徳間デジタル放送（のちスーパーデジタル放送）代表取締役社長、國學院大學院友経済会会長
- 大森峻太 - 株式会社ジェイノベーションズ社長
- 荻原猛 - ロケットスター代表取締役社長、ソウルドアウト創業者
- 河名秀郎 - ナチュラル・ハーモニー代表取締役
- 河野義勝 - 武蔵野興業 社長
- 角川源義 - 角川書店 創業者、俳人
- 角川春樹 - 角川書店 二代目社長、俳人、角川春樹事務所社長
- 河野久 - ブリヂストンスポーツ社長
- 小島民雄 - 集英社会長、元社長
- 小林仁志 - 稲作篤農家、かわばファーム株式会社代表取締役
- 小宮山誠 - 銀座ルノアール社長
- 佐久間進 - サンレーグループ会長
- 貞方邦介 - 株式会社アルカサバ創業者・代表取締役社長
- 杉野庸介 - 元一迅社社長、漫画編集者（ 漫画雑誌『コミックZERO-SUM』『月刊ComicREX』初代編集長）
- 高宮行男 - 代々木ゼミナール創業者、高宮学園初代理事長
- 滝山正夫 - AXN株式会社取締役社長、元ソニー・ピクチャーズ代表取締役
- 手束仁 -  株式会社ジャスト・プランニング代表取締役
- 鳥居正博 - 元旺文社副社長、元日本英語検定協会専務理事
- 野津康雄 - 元岡山日日新聞会長、元岡山放送取締・相談役
- 隼田登志夫 - マツモトキヨシ社長
- 藤原浩 - コダック合同会社代表執行役員社長、元フィリップスジャパン社長兼COO
- 山田裕朗 - 山田食品産業（山田うどん）社長

### 芸能
- 相川七瀬 - 歌手
- 浅野真澄[1] - 声優、童話作家
- 池田鉄洋 - 俳優 、演出家、脚本家
- 石橋伸洋 - プロ雀士（最高位戦日本プロ麻雀協会所属）
- 伊藤幸司（中退） - お笑いコンビ「ランジャタイ」
- 井上孝平 - 囲碁棋士
- 井上知幸 - 放送作家
- 入船亭扇辰（中退） - 落語家、落語協会理事
- うえだひでひと - アニメ監督演出家
- 榎本滋民 - 劇作家
- 大久保正信 - 俳優、声優
- 大倉修吾 - 元ラジオパーソナリティ、タレント
- 大本眞基子 - 声優
- 岡村春彦 - 俳優、演出家
- 賀集利樹 - 俳優
- 鏡味仙三 - 太神楽師
- 片山広明（中退）- ジャズ・サックス奏者
- 桂伸衛門 - 落語家
- 川上真樹 - シンガーソングライター、ボイストレーナー
- 岸じゅんこ - 元女優、タレント
- 木南晴夏 - 女優
- きょん - お笑いコンビ「コットン」、吉本坂46メンバー
- 栗島狭衣 - 俳優、劇作家
- 黒沢薫（中退） - 歌手（ゴスペラーズ）
- 鷺巣詩郎 - ミュージシャン、アレンジャー
- さだまさし（中退） - 歌手、シンガーソングライター
- 三遊亭歌る多 - 落語家
- 三遊亭遊吉 - 落語家、落語芸術協会理事
- ジェイル大橋 - ギタリスト、ミュージシャン、ロックバンド聖飢魔II元構成員
- 嶋均三 - ローカルタレント
- 春風亭梅朝 - 落語家
- 菅谷勇 - 声優、舞台俳優
- 瀬戸山功 - 元俳優
- 髙橋忍 - シテ方金春流能楽師、重要無形文化財総合指定保持者
- 志村史人 - 俳優
- 平祐奈 - 女優、タレント
- 玉山文人 - ゲーム音楽作曲家
- 嗣永桃子 - アイドル、元Berryz工房、元カントリー・ガールズ
- 手塚紗掬 - 日本プロ麻雀連盟所属、女性プロ麻雀士
- 手塚秀彰 - 声優、舞台俳優（劇団青年座所属）
- 手塚裕警 - モデル
- 東儀秀樹（中退） - 雅楽師
- Dr.Tommy（中退） - ヒップホップ・ミュージシャン、元ビブラストーン
- 友枝昭世 - 喜多流能楽師（人間国宝）
- 中村勘三郎 (18代目) (中退) - 歌舞伎役者、俳優
- 成田はじめ - 脚本家、放送作家
- 野沢那智（中退） - 声優、舞台俳優、劇作家（劇団薔薇座主宰）
- 西口有香 - 声優
- 長谷川真弓 (女優) - 女優
- 広沢美舟 - 浪曲曲師
- 古田求 - 脚本家
- 堀之紀 - 声優
- 10代目松本幸四郎（中退） - 歌舞伎役者、俳優
- 宮田愛萌 - アイドル、日向坂46メンバー[2]
- 三輪勝恵 - 声優
- 名刀長塚 - お笑い芸人（大川興業所属）
- 矢尾一樹 - 声優
- ヤスヒロ（旧名：藤原泰浩）- 声優（ケンユウオフィス所属）
- 5代目柳家つばめ - 落語家
- 柳家はん治 - 落語家
- 山本東次郎 - 大蔵流狂言師（人間国宝）
- 渡辺晃三 - 俳優、声優

### マスコミ
- 秋葉隆史 - テレビディレクター
- 稲葉一広 - 脚本家、構成作家
- 井上知幸 - 放送作家
- 江頭光 - 新聞記者
- 桜井慎一 - 放送作家
- 渋谷遥華 - キャスター・リポーター
- 嶋田謙司 - 実業家、構成作家、プロデューサー、芸能プロモーター
- 土屋亮一 - 放送作家、劇作家、演出家
- 鍋島のぞみ -  気象キャスター、ラジオキャスター
- 成田はじめ -  脚本家、放送作家、 株式会社オズマ代表取締役会長

### アナウンサー
- 青山友紀 - 元山形放送
- 秋山浩志 - フリーアナウンサー、元NHK
- 肥土貴美男 - 元NHK
- 阿部重典 - フリーアナウンサー、元LuckyFM茨城放送社長・アナウンサー
- 安部憲幸 - 元朝日放送
- 天池眞樹 - 元山形テレビ
- 新井清 - 元栃木放送
- 磯部建臣 - 元栃木放送→東京12チャンネル→テレビ大阪
- 伊波伴准 - 元岩手朝日テレビ
- 岩崎真純 - 元フジテレビ
- 遠藤洋次郎 - フリーアナウンサー
- 大石岳志 - 元静岡放送
- 大倉修吾 - ラジオパーソナリティ、元新潟放送社員
- 大柴堅志 - 元山梨放送
- 小川まどか - フリーアナウンサー、元静岡第一テレビ
- 小田島建夫 - 元栃木放送
- 小野礼子 - 元テレビ山口、元フリーアナウンサー
- 春日美奈子 - 元テレビ東京
- 金杉陽子 - フリーアナウンサー
- 草田敏彦 - 長野朝日放送
- 小林完吾 - 元南日本放送→日本テレビ
- 志生野温夫 - フリーアナウンサー、元日本テレビ
- 城野昭 - 元テレビ西日本→毎日放送
- 杉本量平 - フリーアナウンサー、元瀬戸内海放送
- 竹内真理 - 元富山テレビ放送→宮崎放送→東日本放送→福島放送
- 武田哲哉 - 元秋田テレビ
- トーマスサリー - フリーアナウンサー、元静岡第一テレビ→テレビ神奈川
- 中島司有 - 元NHK、書家
- 中西真貴 - フリーアナウンサー、元鹿児島テレビ放送
- 沼尾ひろ子 - フリーアナウンサー、実業家、元テレビ岩手
- 長谷川晴彦 - フリーアナウンサー、元新潟総合テレビ→テレビユー福島→新潟総合テレビ
- 波多江孝文（はた金次郎・はたえ金次郎） - フリーアナウンサー、元琉球放送→ニッポン放送
- 原良枝 - フリーアナウンサー、元テレビ神奈川
- 原元美紀 - フリーアナウンサー、声優、元中部日本放送
- 久田直子 - フリーアナウンサー、元福島テレビ
- 土方浄 - フリーアナウンサー、元琉球放送
- 平川沙英 - 元テレビ埼玉契約アナウンサー
- 北條愁子 - フリーアナウンサー、元テレビ金沢→テレビユー福島
- 松下豊 - 元静岡朝日テレビ
- 松永俊之 - 元北海道放送、株式会社マツプロ代表取締役社長
- 松林尚 - 元テレビ朝日
- 右松健太 - 日本テレビ記者・ニュースキャスター・元アナウンサー
- 箕田和男 - フリーアナウンサー、元琉球放送
- 宮田統樹 - 元ニッポン放送
- 山川静夫 - 元NHK
- 山本慎一 - 元鹿児島テレビ放送
- 山本里咲 - 日本テレビ
- 横山欣司 - 元南日本放送
- 和田朋子 - 元新潟放送

### 漫画家
- 榎本ナリコ - 漫画家
- 近藤ようこ - 漫画家
- 猿山長七郎 - 漫画家
- 颯田直斗 - 漫画家
- 滝田ゆう（中退） - 漫画家
- 英洋子 - 漫画家
- 望月玲子 - 漫画家
- 森栗丸 - 漫画家
- ろくでなし子 - 漫画家、美術家、フェミニスト

### スポーツ

#### 野球
- 伊藤義弘 - 元千葉ロッテマリーンズ投手
- 磯部健雄（中退） - 元名古屋金鯱軍投手
- 梅津智弘 - 元東北楽天ゴールデンイーグルス投手
- 江原雅裕 - 東北楽天ゴールデンイーグルス選手
- 大沢清（中退） - 元プロ野球選手、元國學院大學硬式野球部監督、元國學院大學教授
- 尾崎直輝 - 国学院久我山高硬式野球部監督　※大学野球部未入部
- 小谷正勝 - 元大洋ホエールズ投手、元横浜大洋ホエールズ・横浜ベイスターズ投手コーチ、元ヤクルトスワローズ投手コーチ、読売ジャイアンツ投手コーチ
- 神島崇 - 元西武ライオンズ投手、香取神宮権禰宜
- 酒井弘樹 - 元近鉄バファローズ投手
- 嵯峨野昇 - 元ロッテオリオンズ内野手
- 佐藤亮太 - 元中日ドラゴンズ投手（現中日ドラゴンズ打撃投手）
- 塩瀬盛道 - 元東急フライヤーズ投手、元國學院大學硬式野球部監督
- 白木一二（中退） - 元名古屋軍外野手
- 柴田竜拓 - 横浜DeNAベイスターズ内野手
- 嶋基宏 - 元東京ヤクルトスワローズ捕手
- 清水昇 - 東京ヤクルトスワローズ投手
- 吉村貢司郎 - 東京ヤクルトスワローズ投手
- 杉浦稔大 - 北海道日本ハムファイターズ投手
- 高木京介 - 元読売ジャイアンツ投手
- 武内夏暉 - 埼玉西武ライオンズ投手
- 竹田利秋 - 元東北高野球部監督、仙台育英高野球部監督、 前國學院大學硬式野球部監督
- 田中大輝 - 元読売ジャイアンツ投手
- 富山太樹 - くふうハヤテベンチャーズ静岡外野手
- 聖澤諒 - 元東北楽天ゴールデンイーグルス外野手
- 平林岳 - プロ野球審判員
- 前川八郎 - 元東京巨人軍内野手
- 益田尚哉 - 元広島東洋カープ内野手
- 百崎敏克 - 元佐賀県立佐賀北高等学校野球部監督
- 谷内亮太 - 元北海道日本ハムファイターズ内野手
- 矢野謙次 - 読売ジャイアンツコーチ
- 山﨑剛 - 東北楽天ゴールデンイーグルス内野手
- 山下幸輝 - くふうハヤテベンチャーズ静岡コーチ、元横浜DeNAベイスターズ内野手
- 渡辺俊介 - 元千葉ロッテマリーンズ投手

#### サッカー
- 笠木新 - サッカー指導者、元サッカー選手
- 加藤光男 - サッカー指導者
- 小林伸樹  - 元サッカー選手
- 渡部英麿 - 元サッカー日本代表選手、元山陽高等学校サッカー部監督

#### 柔道
- 相田勇司 - 柔道選手
- 小田常胤 - 柔道家
- 嘉納履正 - 全日本柔道連盟初代会長、嘉納治五郎の次男
- 川上智弘 - 柔道選手
- 坂本大記 - 柔道家

#### バスケットボール
- 安藤毅 - 元プロバスケットボール選手（bjリーグ・埼玉ブロンコス所属）
- 岡田慎吾 - プロバスケットボール選手（bjリーグ・群馬クレインサンダーズ所属
- 黒岩元希 - プロバスケットボール選手
- 信平和也 -  元プロバスケットボール選手

#### 陸上競技
- 浦野雄平 - 陸上競技選手（富士通所属）、元箱根駅伝走者
- 大森重宜 - 陸上競技選手、神職
- 川内鮮輝 - 陸上競技・マラソン・ウルトラマラソン選手（元ジェイバード所属）
- 寺田夏生 - 陸上競技・マラソン選手、陸上競技指導者（元JR東日本陸上競技部所属）

#### その他のジャンル
- 石原奈央子（英語版） - 射撃選手
- 木村庄之助 (24代) - 大相撲立行司
- 笹渕智 - ラグビー選手
- 白井祐矢 - 総合格闘家
- 末松勇喜 - 元7人制ラグビー男子日本代表、ホンダヒート
- 名和秋 - プロボウラー
- 安河内将 - 競艇選手

### 映画
- 石本統吉 - ドキュメンタリー映画監督・映画プロデューサー
- 大浦信行 - 芸術家、映画監督
- 小川紳介 - ドキュメンタリー映画監督
- 中川晴之助 - 映画監督、演出家

### 神職
- 秋岡保治 - 神職、日枝神社元宮司、神社本庁元総長
- 打田文博 - 神職、小國神社宮司
- 片山文彦 - 神職、花園神社名誉宮司、医師
- 九条道成 - 神職、明治神宮宮司、九条家35代目当主
- 副島廣之 - 神職、明治神宮権宮司
- 慶光院利致 - 神職、霧島神宮宮司
- 後藤俊彦 - 神職、高千穂神社宮司
- 小堀邦夫 - 神職、靖國神社宮司、元神宮禰宜
- 千家国麿 - 神職、出雲大社権宮司、典子女王の夫
- 田中恆清 - 神職、石清水八幡宮宮司、神社本庁総長
- 徳川康久 - 神職、靖國神社元宮司、徳川慶喜の曾孫
- 西高辻信良 - 神職、第39代太宰府天満宮宮司、福岡県神社庁長、神社本庁常務理事

### その他
- 市橋鐸 - 郷土史家
- 石原加受子 - 著述家
- 内澤旬子 - イラストルポライター、装丁家、製本家
- 江原啓之 - スピリチュアルカウンセラー、作家
- 遠藤秀男  - 地誌研究家、富士山研究家
- 岡田晃弥 - 宗教家、書家
- 岡部陽子 - 書家
- 影山正治 - 右翼活動家、大東塾塾長、歌人
- 小菅桂子 - 料理研究家、別府大学短期大学部教授、くらしき作陽大学教授、國學院大學日本文化研究所共同研究員、昭和女子大学近代文化研究所研究員
- 田中孝顕 - 翻訳家、実業家
- ツルシカズヒコ（中退） - 編集者
- 豊田きいち - 編集者、著作権研究者、小学館元取締役
- 北条明直 -  華道家
- 本阿弥光洲 - 刀剣研師（人間国宝）
- 森伸之 - イラストレーター、制服研究者、著作家
- 矢野大和 -  元大分県佐伯市職員・佐伯市及び宇目町観光大使
- 吉野敬介 -  予備校講師
- 関根和行 ‐ 近代文学研究者
- 太田敏孝 ‐ 木工造形家
- 横山むつみ - アイヌ文化伝承者

## 博士号取得者
※國學院大學大学院博士号取得者
- 相磯貞三 - 国文学者、慶應義塾大学教授
- アルフォンソ・ファレロ  - 日本学者、サラマンカ大学教授
- 居駒永幸 - 国文学者、明治大学教授
- 石塚尊俊 - 民俗学者
- 伊藤龍平 - 日本文学研究者、民俗学者、南台科技大学助理教授
- 稲田智宏 - 日本の神道・神話研究家
- 伊吹一 - 言語心理学者、國學院大學・工学院大学講師
- 岩切信一郎 - 美術史学者、新渡戸文化短期大学教授
- 岩崎敏夫 - 民俗学者、歌人、相馬女子高等学校教頭、東北学院大学教授
- 石井正敏 - 歴史学者、中央大学教授
- 上野誠 - 日本文学者（万葉学者）、民俗学者、奈良大学教授
- 内野吾郎 - 国文学者、元ボン大学客員教授、國學院大學名誉教授
- 大久間喜一郎 - 国文学者、明治大学名誉教授、元日本放送協会アナウンサー
- 大舘右喜 - 史学者、元帝京大学教授
- 大野透 - 国語学者
- 岡野友彦 - 歴史学者、皇學館大学教授、文学部長
- 小口偉一 - 宗教学者、東京大学名誉教授
- 景山春樹 - 神道・仏教美術学者
- 賀古明 - 国文学者、元和洋女子短期大学教授、元東邦大学教授
- 加藤隆久 - 神職、神道学者、神戸女子大学名誉教授
- 鎌田東二 - 哲学者、宗教学者、上智大学グリーフケア研究所特任教授、京都大学名誉教授、放送大学客員教授、日本臨床宗教師会副会長
- 菊地浩之 - 経営史学者、歴史家
- 鍛代敏雄 - 歴史学者、東北福祉大学教授
- 熊谷保孝 - 神道学者、教育者
- 倉石忠彦 - 民俗学者、國學院大学名誉教授
- 桑原正紀 - 歌人
- 小島瓔礼 - 神話・民俗学者、琉球大学名誉教授
- 小山利彦 - 国文学者、専修大学教授
- 近藤好和 - 日本史学者、神奈川大学特任教授、国立歴史民俗博物館客員教授
- 三枝充悳 - 仏教学者、筑波大学名誉教授
- 櫻井治男 - 宗教学者、皇學館大学特別教授
- 櫻井満 - 国文学者、民俗学者、元國學院大學教授
- 佐多芳彦 - 歴史学者、立正大学教授
- 佐藤孝之 - 歴史学者、東京大学史料編纂所教授
- 佐藤長門 - 歴史学者、國學院大學文学部教授
- 下條正男 - 歴史学者、拓殖大学教授
- 白石浩之 - 歴史学者
- 城﨑陽子 - 国文学者、元獨協大学特任教授
- 菅野雅雄 - 元東京理科大学・武蔵野女子大学・中京大学教授
- 椙山林継 - 神道学者、國學院大學名誉教授、八雲神社宮司
- 関根賢司 - 古典学者
- 関根文之助 - 評論家、放送作家
- 染谷光広 - 歴史学者、東京大学史料編纂所教授
- 高塩博 - 法制史学者、國學院大學名誉教授
- 高森明勅 - 評論家、神道学者、歴史家、皇室研究者
- 高柳光寿 - 歴史学者、日本歴史学会初代会長、元國學院大學・大正大学教授
- 竹部歩美 - 言語学者
- 田中宣一 - 民俗学者、成城大学名誉教授
- 田中卓 - 歴史学者、皇學館大学名誉教授
- 千明守 - 国文学者、元國學院大學栃木短期大学教授、元代々木ゼミナール講師（椎名守として）
- 津島知明 - 国文学者
- 土屋昌明 - 中国文学者、専修大学経済学部教授
- 坪井洋文 - 民俗学者
- 豊島秀範 - 文学者、國學院大學名誉教授
- 永井晋 - 歴史学者、金沢文庫主任学芸員
- 長尾秀則 - 歴史学者、佛教大学教授
- 長野隆之 - 民俗学者、元國學院大學准教授
- 中村太一 - 歴史学者、北海道教育大学教授
- 中村幸弘 -  国語学者、國學院大學名誉教授、國學院大學栃木短期大学学長
- 中田易直 - 歴史学者、中央大学名誉教授
- 西沢爽 - 作詞家
- 西田長男 - 元國學院大學教授
- 新田均 - 神道学者、皇學館大学教授
- 西角井正慶 - 国文学者、民俗学者、歌人、元國學院大學教授
- 根岸謙之助 - 国文学者、民俗学者、元上武大学教授
- 野村純一 - 民俗学者、文化人類学者、国文学者
- 橋村修 - 民俗学者、東京学芸大学教授
- 畑尚子 - 日本史学者
- 林陸朗 - 歴史学者、國學院大學文学部名誉教授、元國學院短期大学長
- 原國人 - 国文学者、元中京大学教授
- 樋口清之 - 歴史作家、國學院大學博物館の前身の創設者、國學院大學名誉教授、元國學院大學栃木短期大学学長
- 深井雅海 - 歴史学者、聖心女子大学教授、徳川林政史研究所副所長
- 吹野安 - 漢文学者、國學院大學名誉教授
- 福田晃 - 国文学者、民俗学者、立命館大学名誉教授
- 藤井貞文 - 歴史学者、國學院大學名誉教授
- 藤野岩友 - 中国文学者、國學院大學名誉教授。
- 二木謙一 - 歴史学者、國學院大学名誉教授、元豊島岡女子学園中学校・高等学校校長、サントリー学芸賞
- 祝宮静 - 民俗学者、元東京農業大学教授、名城大学法学部教授
- 堀内民一 - 国文学者、元名城大学教授
- 本間順治 - 日本刀研究家
- 松浦光修 - 歴史学者、皇學館大学教授
- 松尾恒一 - 民俗学者、国立歴史民俗博物館教授、総合研究大学院大学教授、千葉大学大学院客員教授
- 松前健 - 宗教学者、神話学者、元天理大学教授・立命館大学教授・奈良大学教授
- 松本朗 - 経済学者、立命館大学経済学部教授・学部長、同大理事、元愛媛大学教授
- 三木弘 - 考古学者、大阪府教育委員会文化財保護課主査、羽衣国際大学非常勤講師、史学博士（大学院博士課程後期単位取得退学）
- 三隅治雄 - 民俗学者、元実践女子大学教授、東京文化財研究所名誉研究員
- 三谷栄一 - 国文学者、元弘前大学教授・山梨県立図書館長、実践女子大学名誉教授
- 三橋健 - 神道学者
- 三矢重松 - 国語学者、国文学者、元國學院大學教授
- 茂木雅博 - 考古学者、茨城大学名誉教授、土浦市立博物館館長
- 森郁夫 - 考古学者、帝塚山大学名誉教授
- 山上伊豆母 - 民俗学者、元同志社大学大学院・帝塚山大学教養学部教授
- 山本英二 - 日本史学者、信州大学人文学部教授
- 吉海直人 - 国文学者、同志社女子大学教授
- 渡瀬昌忠 - 国文学者、元大東文化大学教授
- 渡辺昭五 - 国文学者、元就実女子大学教授・京都精華大学教授・大妻女子大学日本文学科教授、名誉教授